# Gillian Cooke
Gillian Cooke (ur. 3 października 1982 w Edynburgu) – brytyjska bobsleistka, złota medalistka mistrzostw świata.

## Kariera
Największy sukces w karierze Gillian Cooke osiągnęła w 2009 roku, kiedy wspólnie z Nicolą Minichiello wywalczyła złoty medal w dwójkach podczas mistrzostw świata w Lake Placid. Był to jednak jej jedyny medal wywalczony na międzynarodowej imprezie tej rangi. W tej samej konkurencji była także siódma na rozgrywanych trzy lata później mistrzostwach świata w Lake Placid. W 2010 roku wystartowała na igrzyskach olimpijskich w Vancouver, jednak jej osada nie ukończyła rywalizacji. Dwukrotnie stawała na podium w zawodach Pucharu Świata: 10 stycznia 2009 roku w Königssee była druga, a tydzień później w Sankt Moritz trzecia.